# Луций Корнелий Цина
Вижте пояснителната страница за други личности с името Луций Корнелий Цина.
Луций Корнелий Цина е четири пъти консул на Римската република, служил последователни мандати от 87 до 84 година пр.н.е., и член на древноримската фамилия Цина от рода Корнелии. Цина подкрепя Гай Марий в съревнованието на Марий със Сула. След като служи във войната с марсите като преториански легат, той е избран за консул през 87 година пр.н.е. След заминаването на Сула на Изток, Цина предлага даване на политически права на италийските съюзници, които дълго време са били проблем в римската политика, но това среща ожесточена опозиция на форума и той е изгонен от Рим в изгнание. 
Като нарушава клетвата, която е дал на Сула, че няма да организира никакъв бунт в републиката, Цина се съюзява с Марий, събира армия от италианци и завзема властта в града. Резултатът е масово клане на съюзниците на Сула, макар че на Цина се приписва спирането на насилствените кланета. Марий умира след като получава трети инсулт на седмия ден от седмото си консулство. Луций Валерий Флак става колега на Цина през 86 пр.н.е., но е убит от Гай Флавий Фимбрия в Никомедия. През 85 година пр.н.е. новият колега на Цина е Гней Папирий Карбон. През 84 година пр.н.е. Цина по време на четвъртата си година като консул е принуден да нападне Сула; но докато товари войските си за Либурния, Илирик, е убит от разбунтували се легионери. (App. BC iv.1.77 – 78).
Цина се жени за Ания (Annia) и има две дъщери и един син. Неговата най-малка дъщеря Корнелия се жени в 83 година пр.н.е. за Юлий Цезар и умира млада през 68 пр.н.е., раждайки му единственото легитимно дете – Юлия Цезарис, която се жени за Гней Помпей Магнус. Неговият син, също кръстен Луций Корнелий Цина става претор. Другата му дъщеря Корнелия Цина се омъжва за Гней Домиций Ахенобарб.